# Novák Anna
Novák Anna, Ana Novac, születési nevén Harsányi Zimra (Nagyvárad, 1929. június 29. – Párizs, 2010. március 31.) erdélyi magyar színműíró.

## Életútja
Középiskoláit szülővárosában kezdte; 1944-ben családjával együtt deportálták. Tanulmányait a koncentrációs táborból szabadulva, Nagyváradon fejezte be 1948-ban, majd a Bolyai Tudományegyetemen lélektan szakos képesítést szerzett. Az 1950-es évek első felében Bukarestben élt. Itt vált ismertté Kovácsék c. négyfelvonásos színművével, amelyet 1955-ben első ízben román fordításban mutattak be. A darab magyarul 1955-ben, románul az azt követő évben (Preludiu, 1956), orosz fordításban Moszkvában 1958-ban jelent meg. Állami Díjjal is kitüntették, de kevéssel utóbb kirekesztették az irodalomból.
Az 1960-as években Magyarországra költözött. Itt jelent meg családi nevén lágernaplója (A téboly hétköznapjai. Budapest, 1966). Ezt később, miután Németországba telepedett át, német fordításban, majd Franciaországba költözve, franciául (Párizs 1982, 1991) is kiadták.

## Kötetei
- Kovácsék. Színmű; Irodalmi és Művészeti, Bukarest, 1955
- Preludiu. Comedie lirică în 4 acte; Editura de stat pentru literatură şi artă, Bucureşti, 1956
- Harsányi Zimra: A téboly hétköznapjai. Egy diáklány naplójából; Franklin Nyomda, Bp., 1966 (Kozmosz könyvek)
- Die schönen Tage meiner Jugend; ford. németre Barbara Frischmuth; Rowohlt, Reinbek bei Hamburg, 1967 (Rowohlt paperback, 58.)
- J'avais quatorze ans à Auschwitz; franciára ford. Jean Pervulesco; Presses de la Renaissance, Paris, 1982
- Un nu déconcertant et autres pièces; L'Expression Latine, Paris, 1985 (Théâtre Collection Expression Latine)
- Les accidents de l'âme. Roman; románról ford. Luba Jurgenson; Balland, Paris, 1991
- Comme une pays qui ne figure pas sur la carte. Roman; Balland, Paris, 1992
- Les beaux jours de ma jeunesse. Journal; ford. franciára Jean Parvulesco; Balland, Paris, 1992
- Un lit dans l'hexagone. Roman; Calmann-Lévy, Paris, 1993